# Estação Callao
Callao é uma estação do Metro de Madrid localizada na praça do Callao, no bairro do Sol. Atende às linhas 3 e 5.

## História
A plataforma da linha 3 foi inaugurada em 1941, na ampliação da linha da estação Sol até a estação Arguelles. A plataforma da linha 5 foi inaugurada em 5 de junho de 1968, junto com o trecho inicial da linha da estação Carabanchel até a estação Callao.
Nos verões de 2004, 2005 e 2006, reformas ampliaram as plataformas de todas as estações da linha 3 de sessenta para noventa metros de comprimento, de modo a receber os novos trens, da série 3 000, mais longos e com dois vagões a mais. Com as reformas, as paredes da estação, anteriormente revestidas por mosaicos semelhantes aos da estação Bilbao, passaram ser cobertas por vitrex amarelo. A estação também passou a ser adaptada para pessoas com mobilidade reduzida. Também foi construído o acesso da rua Jacometrezo, não no formato clássico mas no formato de um templete de cristal, o que gerou controvérsia.

## Acessos
Vestíbulo Jacometrezo
- Jacometrezo C/Jacometrezo, 1.
- Elevador C/Jacometrezo, 3

Vestíbulo Callao
- Plaza de Callao Pza. Callao, 1 (cerca de C/Preciados)
- Centro Comercial aberto segundo o horário do Centro Comercial C/Gran Vía, ímpares. Acesso subterráneo a El Corte Inglés no corredor do acesso Cine Avenida.
- Cine Avenida C/Gran Vía, 39.
- Palacio de la Prensa C/Gran Vía, 46. Para Cine Palacio de la Prensa
- Elevador Pza. Callao, 1